# Beechcraft Starship
Il Beechcraft Starship (Model 2000) è un velivolo bimotore turboelica prodotto dalla Beech Aircraft Corporation (ora Textron Aviation) dal 1983 al 1995.

## Storia del progetto
Lo sviluppo del Model 2000 Starship iniziò nel 1979, anno in cui la Beech Aircraft Corporation decise di iniziare lo sviluppo del successore della serie King Air. Il 25 agosto 1982, Beech stipulò un contratto con la Scaled Composites di Burt Rutan al fine di perfezionare il progetto e costruire un "proof-of-concept" (POC), un velivolo le cui dimensioni erano l'85% di quelle del modello di serie.  Una delle modifiche significative apportate dalla Scaled Composites fu l'aggiunta di alette canard a geometria variabile, un unicum in ambito aeronautico.
Il proof-of-concept volò per la prima volta nell'agosto 1983. Questo velivolo non era provvisto del sistema di pressurizzazione e di un'avionica certificata. Inoltre, la fusoliera e il tipo di materiali impiegati differivano notevolmente dal modello inizialmente concepito per la produzione in serie. Venne costruito un solo POC, successivamente demolito.
Il primo prototipo in scala reale volò invece il 15 febbraio 1986.
Il programma venne ritardato più volte, inizialmente a causa della complessità di sviluppo degli appositi materiali di assemblaggio e, in seguito, a causa delle difficoltà tecniche dovute ai sistemi anti stallo. Al termine dello sviluppo, costato 300 milioni di dollari, le dimensioni della cabina dello Starship risultavano ulteriormente incrementate, alla pari del King Air 350, a parità di peso lordo alla rampa. Il primo esemplare di serie volò il 25 aprile 1989.

## Tecnica
Lo Starship è caratterizzato da una cellula in fibra di carbonio, una configurazione canard, i doppi impennaggi verticali di coda posizionati all'estremità delle semiali e i propulsori turboelica in configurazione spingente.
Negli anni '80, la fibra di carbonio veniva già usata per la fabbricazione di velivoli militari, a causa della sua alta resistenza e basso peso. Tuttavia, al momento delle certificazione dello Starship, nessun velivolo civile ne faceva uso in proporzioni paragonabili a quelle del Model 2000. 
Beechcraft studiò diverse configurazioni prima di optare per una configurazione canard e una doppia deriva in sostituzione di una singola, al fine di ridurre le vibrazioni causate dal flusso aerodinamico accelerato dalle eliche.
I motori turboelica in configurazione spingente, inoltre, contribuiscono a diminuire il rumore percepito in cabina, poiché le eliche sono più lontane dai passeggeri e i vortici alle estremità delle pale non colpiscono la fusoliera.
La strumentazione di volo includeva un glass cockpit Proline 4 AMS-850 a 14 tubi catodici fornito da Rockwell Collins, la prima applicazione di un cockpit interamente in vetro su un velivolo executive.

## Varianti

### Model 115
Proof-of-concept in scala 85%, un esemplare realizzato da Scaled Composites.

### Model 2000
Versione di produzione iniziale. 20 prodotti di cui tre prototipi di pre-produzione.

### Model 2000A
Versione con peso massimo al decollo e capacità carburante incrementati.